# Краснодарский краевой художественный музей имени Ф. А. Коваленко
Краснодарский краевой художественный музей имени Ф. А. Коваленко — один из старейших художественных музеев на Северном Кавказе.
Фонд музея насчитывает около 13 000 произведений живописи, графики, скульптуры и декоративно-прикладного искусства. Коллекция русского искусства представлена от основных школ иконописи: новгородской, московской, северной до наиболее смелых творческих исканий 20-30-х годов XX века, объединённых общим названием «авангард».
Особо ценные направления, представленные в коллекции музея: русский авангард, японская цветная ксилография (XVIII — сер. XIX в.), искусство Нидерландов XVI в., русская и советская живопись, а также экслибрис (XVIII—XX вв.).
В настоящее время выставочные площади музея дополнены виртуальным пространством с использованием сенсорных панелей и интерактивной книги «Хроника музейной жизни. Страницы истории».

## История
Основатель музея — Фёдор Акимович Коваленко (1866—1919). С 1924 года по 1993 год музей носил имя А. В. Луначарского, наркома просвещения РСФСР. Имя Ф. А. Коваленко возвращено музею в апреле 1993 года.

## Здание
Музей расположен в двух зданиях: «Дом инженера Б. Шарданова» — памятник архитектуры конца XIX века (ул. Красная, 13) и «Екатеринодарская контора госбанка» — памятник архитектуры рубежа XIX и XX веков. (ул. Красная, 15).
Первое здание, являющееся украшением города, возведено в 1905 году по проекту его хозяина, адыгейского князя Батырбека Шарданова, в стиле романтизма с элементами эклектики с национальными мотивами. В здании сохранилось убранство потолков: в мавританском стиле — в бывшем кабинете хозяина, в стиле барокко — в большом зале. Пролёты лестницы, ведущей на второй этаж, украшены росписями, филигранной резьбой по гипсу и лепниной. При проведении реставрационных работ в 2020 году восстановлены уникальные альфрейные росписи и лепной декор.
Второе музейное здание в неоклассическом стиле возводилось в 1902—1904 годах по проекту известного екатеринодарского архитектора И. Мальгерба для Екатеринодарского отделения Государственного банка, который в то время не имел собственного здания и остро нуждался в расширении площадей. Главный восточный фасад двухэтажного здания разделён по горизонтали междуэтажным карнизом. Во внутренней отделке здания примечательны мраморные ступени главной лестницы с коваными элементами ограждения, сводчатый потолок в вестибюле, красная мозаика в элементах входной лестницы.

## Собрание
Собрание музея насчитывает около 13 000 единиц хранения. Наиболее ценные коллекции:
- Русский авангард — 85 предметов.
- Японская цветная ксилография (XVIII — сер. XIX в.) — 190 предметов.
- Искусство Нидерландов XVI в. — 50 предметов.
- Собрание академика Л. Ф. Ильичёва. Русская и советская живопись — 85 предметов.
- Коллекция экслибриса (XVIII—XX вв.) — 2474 предмета.